# شهر کودکان گمشده
شهر کودکان گمشده (فرانسوی: La cité des enfants perdus‎) فیلمی در ژانر علمی–تخیلی و فانتزی به کارگردانی ژان-پیر ژونه و مارک کارو است که در سال ۱۹۹۵ منتشر شد.

## خلاصه فیلم
دانشمندی بنام «کرنک» که قدرت رویاپردازی ندارد، سعی می‌کند با دزدیدن رویاهای کودکان، از پیر شدن خودش جلوگیری کند…